# Paul Stănescu
Paul Stănescu (Vișina, 25 agosto 1957) è un politico romeno.

## Biografia
Paul Stănescu dopo aver studiato nell'Università di Craiova, nel 2016 viene eletto nel Senato romeno. Il 17 ottobre 2017 è nominato vice Primo ministro del Governo Tudose (Partito Social Democratico) e ministro dello sviluppo regionale, amministrazione pubblica e fondi europei.
Già segretario generale ad interim del PSD, fu riconfermato nella posizione nel corso dei congressi del partito del 22 agosto 2020 e del 24 agosto 2024, sotto la presidenza di Marcel Ciolacu.